# Solveig Christov
Solveig Christov właśc. Solveig Fredriksen (ur. 29 października 1918 w Drammen, zm. 16 maja 1984 w Oslo) – norweska pisarka.

## Życiorys
Jej ojciec, Fredrik Fredriksen, pochodził ze Szwecji. W 1919 wraz z rodzicami przeniosła się do Christianii (obecnie Oslo), w 1929 skończyła szkołę średnią w Nordstrand, później uczyła się w szkole językowej i Szkole Handlowej Otto Treidera, następnie pracowała jako urzędniczka. W 1941 poślubiła Rolfa Bekke, z którym w 1946 się rozwiodła, później w 1947 wyszła za mąż za Paala Christophersena; w 1959 małżeństwo to się rozpadło. Po raz trzeci wyszła za mąż w 1960 za wydawcę Haralda Griega. Od 1940 współpracowała z czasopismami literackimi, w 1949 przyjęła nazwisko Christov i wydała swoją pierwszą książkę, Det blomstrer langs blindveien. W 1952 opublikowała powieść alegoryczno-symboliczną Torso z głównym motywem trwogi wojennej. Jest również autorką powieści realistyczno-psychologicznych z motywami erotycznymi, m.in. Syv dager og netter (Siedem dni i nocy, 1955), Korsvei i jungelen (Korsvei w dżungli, 1959) i Na przykład Martin (1970, wyd. pol. 1976), a także noweli i dramatów. W stylu i kompozycji inspirowała się twórczością m.in. Hemingwaya i Steinbecka. W 1978 opublikowała Reisen for lenge siden (Podróż dawno temu) zawierającą wspomnienia z podróży po Europie z 1953. Otrzymała dwa stypendia artystyczne i nagrodę artystyczną Riksmålsprisen (w 1962).